# Gimnastika
Gimnastika je športna panoga, ki se deli na dve zvrsti - to sta športna gimnastika in ritmična gimnastika. Za izvajanje gimnastičnih elementov so potrebni moč, gibljivost, koordinacija, ravnotežje, eksplozivnost, hitrost in preciznost, psihično pa visoka zbranost ter smisel za ritem in glasbo (npr. na parterju).  
Gimnastika ima dolgo in ponosno zgodovino s koreninami v antični Grčiji in takratnimi olimpijskimi igrami. Upodablja popolno združitev športa in estetike ter moči pri čemer športniki nemalokrat uprizorijo neverjetne akrobacije. 
Gimnastika je na olimpijskem programu ena od prvih iger moderne dobe, vendar so se discipline menjavale. Pri športni gimnastiki se je leta 1924 nekako ustalil moški program, medtem ko so ženske začele nastopati šele 1928 v Amsterdamu. Mnogo kasneje se je na program uvrstila ritmična gimnastika, saj je bila prvič predstavljena leta 1984 v Los Angelesu in pa mala prožna ponjava, ki se je uvrstila na program olimpijskih iger v Sydneyju leta 2000. 
Gimnastika se je razvila iz vaj, ki so jih izvajali stari Grki. Njihove vaje so vključevale tudi spretnosti za cirkus. Z gimnastiko so želeli utrditi telo. Vsak Grk je imel zase posebno vajo, ki jo je rad izvajal in se ob njej tudi krepil. Vsako večje grško mesto je imelo telovadnico ali dvorišče za skakanje, tekanje in rokoborbo. Po Grkih so za gimnastiko Grkov izvedeli še Rimljani z cesarjem Teodozijem na čelu.Ta je ukinil takratnje olimpijske igre. Za nekaj stoletij je bila telovadba popolnoma pozabljena.
Sama beseda izhaja iz grške besede γυμναστική. 
V 15. Stoletju je Girolamo Mercurale iz Italije napisal De Arte Gymnastica (umetnost gimnastike), v kateri je združil več ključnih pomenov pri sami telovadbi. Knjiga je vsebovala zapiske o pravilni prehrani, pravi telesni dejavnosti ter primerni higieni. Ta knjiga velja za prvo knjigo o medicini športa. 
Začetki ritmične gimnastike segajo v pozno 19. ter zgodnje 20. stoletje. Tedaj se namreč pri skupinskih telovadnih nastopih pojavijo prve, sicer zelo preproste oblike koreografij. Kot športno panogo so jo začeli gojiti v bivši Sovjetski zvezi. Tam je bilo tudi prvo nacionalno prvenstvo v ritmični gimnastiki,in sicer leta 1949. Prvo mednarodno tekmovanje je bilo šele 12,5 let kasneje, leta 1961. Na njem so sodelovale tekmovalke iz Sovjetske zveze, Bolgarije in Češkoslovaške, prvo svetovno prvenstvo pa je bilo leta 1963 v Budimpešti. Sodelovalo je 28 športnic iz kar 10 evropskih držav. Kot olimpijska disciplina se je ritmična gimnastika uveljavila leta 1984. Danes se ta disciplina zelo hitro razvija in postaja čedalje bolj priljubljena. Ritmična gimnastika je najbolj razvita v Rusiji, Ukrajini in Belorusiji, pa tudi v baltskih državah in v Bolgariji. 